# Вароша (квартал на Пазарджик)
Вароша е квартал в Пазарджик, той е най-старият квартал в града, разположен към бул. „Стефан Стамболов“. В квартала има етнографска експозицияи в него се намира Къща-Музей Станислав Доспевски.